# Kakkerlakkendoder
De kakkerlakkendoder (Tachysphex obscuripennis) is een wesp die behoort tot de familie van de graafwespen (Crabronidae) en komt vooral voor in zandige gebieden.
Het mannetje van deze graafwesp wordt 6,5 tot 9 mm groot, het vrouwtje 8,5 tot 10 mm. De soort is gespecialiseerd in het vangen van kakkerlakken.
De graafwesp lijkt op de roodpotige sprinkhanendoder, maar is kleiner, alleen de voorschenen zijn rood en de ogen zijn zwart.